# Elmer Clifton
Elmer Clifton (Chicago, 14 marzo 1890 – Los Angeles, 15 ottobre 1949) è stato un regista, sceneggiatore e attore statunitense.

## Biografia
Cominciò a lavorare per il cinema nel 1912 come attore nel film The Lake of Dreams. Collaboratore di D.W. Griffith, apparve in Nascita di una nazione (1915) e in Intolerance (1916), prima di lasciare la recitazione e di concentrarsi sul lavoro di regista. Clifton fu il primo regista a scoprire il talento di Clara Bow, che diresse nel 1922 in I maestri di rampone. Nel 1923 firmò un vantaggioso contratto con la Fox: all'epoca, Clifton si avviava a diventare uno dei registi più importanti di Hollywood. Ma, subito dopo, mentre girava in Texas il film The Warrens of Virginia (1924), l'abito indossato dalla protagonista, Martha Mansfield, prese fuoco e l'attrice morì in ospedale per le ferite riportate. L'incidente influì sulla carriera di Clifton che, benché non ne fosse responsabile, venne licenziato dalla Fox. Continuò a lavorare, ma da quel momento venne relegato ai film di serie B, approdando alle produzioni della cosiddetta Poverty Row.
All'avvento del sonoro, Clifton sceneggiò e diresse numerosi film western a basso costo. Nel 1937, scrisse e diresse Assassin of Youth, un film contro l'uso della marijuana.

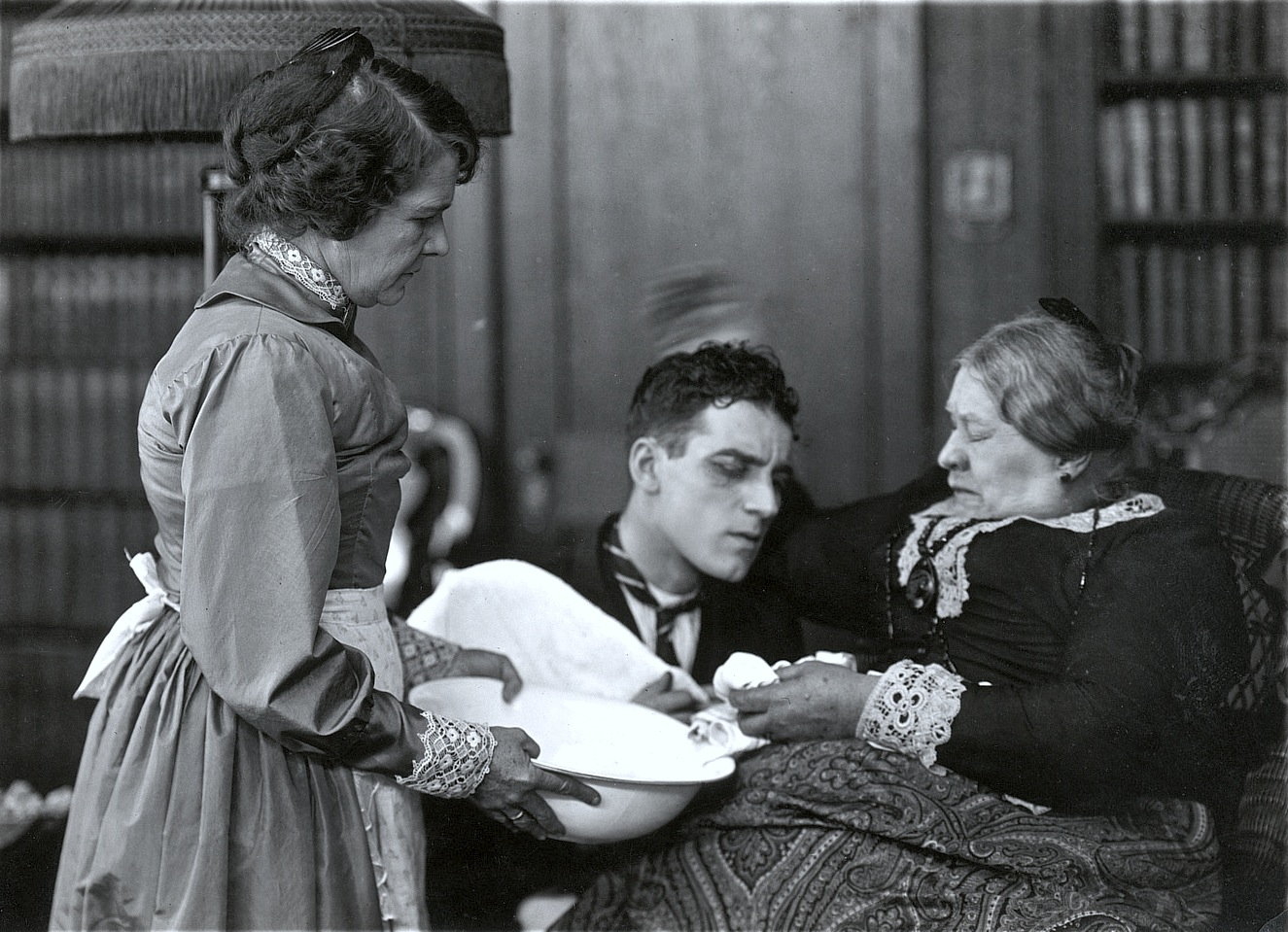
Scena da Her Official Fathers

Nel 1949, durante le riprese di Non abbandonarmi, si ammalò e il film venne terminato da Ida Lupino. Il regista morì nel 1949 all'età di 59 anni di emorragia cerebrale, poco dopo l'uscita del film nelle sale.

## Filmografia

### Regista
- La moglie dell'artista (The Artist's Wife) (1915)
- Her Official Fathers (1917)
- The Flame of Youth (1917)
- High Speed, co-regia di George L. Sargent (1917)
- The Midnight Man (1917)
- A Stormy Knight (1917)
- Flirting with Death (1917)
- The Man Trap (1917)
- The High Sign (1917)
- The Flash of Fate (1918)
- Brace Up (1918)
- The Two-Soul Woman (1918)
- The Guilt of Silence (1918)
- Smashing Through (1918)
- The Eagle (1918)
- Winner Takes All (1918)
- Battling Jane (1918)
- Kiss or Kill (1918)
- The Hope Chest (1918)
- Boots (1919)
- Peppy Polly (1919)
- I'll Get Him Yet (1919)
- Nugget Nell (1919)
- Nobody Home (1919)
- Turning the Tables (1919)
- Mary Ellen Comes to Town (1920)
- I maestri di rampone (Down to the Sea in Ships) (1922)
- Six Cylinder Love (1923)
- The Warrens of Virginia (1924)
- Daughters of the Night (1924)
- Wives at Auction (1926)
- The Truth About Men (1926)
- La sposa della tempesta (The Wreck of the Hesperus) (1927)
- Let 'Er Go Gallegher
- Beautiful But Dumb
- Labbra di vergine
- Notti tropicali
- The Bride of the Colorado
- Manchu Love
- Fiore di Satana
- Light of India
- Frontier Romance
- The Fallen Empire
- Maid to Order (1931)
- Pals of the Range (1935)
- Cyclone of the Saddle
- Fighting Caballero
- Captured in Chinatown
- Rough Riding Ranger
- Rip Roaring Riley
- Ciclone contro Zorro il bandito
- Pantere rosse
- Custer's Last Stand
- Wolves of the Sea
- Wildcat Trooper
- Gambling with Souls
- Death in the Air
- Ten Laps to Go
- Mile a Minute Love
- Slaves in Bondage
- Assassin of Youth (1937)
- Duello col pirata nero
- Paroled from the Big House
- The Stranger from Arizona
- Law of the Texan
- California Frontier
- Crashing Thru (1939)
- L'isola del destino
- La città delle donne rapite (City of Missing Girls) (1941)
- Vendo la mia vita
- La taverna tropicale
- Swamp Woman
- Deep in the Heart of Texas
- The Old Chisholm Trail
- The Sundown Kid
- The Blocked Trail (1943)
- Days of Old Cheyenne
- Frontier Law
- The Return of the Rangers
- Boss of Rawhide
- Captain America, co-regia di John English - serial (1944)
- Guns of the Law
- La staffetta della morte
- Spook Town
- Il mistero delle sette porte
- Gangsters of the Frontier
- Youth Aflame
- Dead or Alive (1944)
- The Whispering Skull
- Marked for Murder
- Swing, Cowboy, Swing
- The Judge (1949)
- Non abbandonarmi (Not Wanted), co-regia di Ida Lupino (1949)
- Red Rock Outlaw (1949)
- The Silver Bandit (1950)

### Aiuto regia
- La nascita di una nazione (The Birth of a Nation), regia di D.W. Griffith (1915)
- Intolerance, regia di D.W. Griffith (1916)
- Agonia sui ghiacci (Way Down East), regia di D.W. Griffith - regista 2a unità (1920)

### Sceneggiatore
- Brace Up, regia di Elmer Clifton - storia (1918)
- The Two-Soul Woman, regia di Elmer Clifton - scenario (1918)
- Kiss or Kill, regia di Elmer Clifton - scenario (1918)
- Wives at Auction, regia di Elmer Clifton - storia (1926)
- Pals of the Range, regia di Elmer Clifton - sceneggiatura originale (1935)
- Cyclone of the Saddle, regia di Elmer Clifton - storia e dialoghi (1935)
- Fighting Caballero, regia di Elmer Clifton - storia e dialoghi (1935)
- Captured in Chinatown, regia di Elmer Clifton - continuità e dialoghi (1935)
- Rough Riding Ranger, regia di Elmer Clifton - storia originale e sceneggiatura (1935)
- Wolves of the Sea, regia di Wolves of the Sea - storia (1936)
- Assassin of Youth, regia di Elmer Clifton - storia (1937)
- Duello col pirata nero
- Ad est di Rio Pinto (West of Pinto Basin), regia di S. Roy Luby - storia (1940)
- Trail of the Silver Spurs
- Vendo la mia vita
- The Old Chisholm Trail
- The Rangers Take Over
- Bad Men of Thunder Gap
- Cheyenne Roundup
- Raiders of San Joaquin
- Frontier Law
- The Return of the Rangers
- Teen Age, regia di Richard L'Estrange - storia e sceneggiatura (1944)
- Boss of Rawhide
- Outlaw Roundup
- Guns of the Law
- La staffetta della morte
- Spook Town
- Il mistero delle sette porte
- Brand of the Devil
- Sei pistole sparano
- Gangsters of the Frontier
- Youth Aflame
- Marked for Murder
- Three in the Saddle
- Frontier Fugitives
- Lightning Raiders
- Ambush Trail
- Swing, Cowboy, Swing
- Outlaws of the Plains
- Song of the Sierras
- Rainbow Over the Rockies
- West to Glory
- Sunset Carson Rides Again
- Quick on the Trigger, regia di Ray Nazarro - sceneggiatura originale (1948)
- The Judge, regia di Elmer Clifton - sceneggiatura (1949)
- Red Rock Outlaw, regia di Elmer S. Pond (Elmer Clifton) - sceneggiatura (1949)
- The Kid from Gower Gulch, regia di Oliver Drake - sceneggiatura (1950)
- The Silver Bandit, regia di Elmer Clifton - storia e sceneggiatura (1950)
- Outcasts of Black Mesa, regia di Ray Nazarro - storia (1950)

### Attore (parziale)
- The Lake of Dreams, regia di Fred Huntley – cortometraggio (1912)
- An Assisted Elopement, regia di Colin Campbell – cortometraggio (1912)
- Getting Atmosphere, regia di Hobart Bosworth – cortometraggio (1912)
- Atala, regia di Hobart Bosworth – cortometraggio (1912)
- John Colter's Escape, regia di Hobart Bosworth – cortometraggio (1912)

- Lest We Forget, regia di John B. O'Brien – cortometraggio (1914)
- Martin Eden, regia di Hobart Bosworth (1914)
- The Widow's Children – cortometraggio (1914)
- The Love Pirate (1915)
- La moglie dell'artista (The Artist's Wife), regia di Elmer Clifton (1915)
- Intolerance, regia di D.W. Griffith (1916)
- The Old Folks at Home, regia di Chester Withey (1916)
- Nina, the Flower Girl, regia di Lloyd Ingraham (1917)
- The Fall of Babylon, regia di D.W. Griffith (1919)

### Produttore
- Brace Up, regia di Elmer Clifton  (1918)
- I maestri di rampone (Down to the Sea in Ships), regia di Elmer Clifton (1922)
- Beneath the Southern Cross – cortometraggio, supervisore (1931)
- Assassin of Youth, regia di Elmer Clifton (1937)
- Red Rock Outlaw, regia di Elmer Clifton (1950)
- The Kid from Gower Gulch, regia di Oliver Drake (1950)